# Hòa Bình, thành phố Kon Tum
Hòa Bình là một xã thuộc thành phố Kon Tum, tỉnh Kon Tum, Việt Nam.

## Địa lý
Xã Hòa Bình nằm ở phía nam thành phố Kon Tum, cách trung tâm thành phố khoảng 9 km, có vị trí địa lý:
- Phía đông giáp xã Chư Hreng
- Phía tây giáp xã Ia Chim
- Phía nam giáp tỉnh Gia Lai
- Phía bắc giáp các phường Nguyễn Trãi, Trần Hưng Đạo và xã Đoàn Kết.

Xã Hòa Bình có diện tích 60,17 km², dân số năm 2020 là 6.821 người, mật độ dân số đạt 113 người/km².

## Hành chính
Xã Hòa Bình được chia thành 9 thôn: 1, 2, 3, 4, 5, Kep Ram (Kép Ram), Plei Dơng, Plei Chor, Đak Krăk.

## Lịch sử
Ngày 3 tháng 9 năm 1998, Chính phủ ban hành Nghị định số 69/1998/NĐ-CP về việc thành lập phường Lê Lợi trên cơ sở điều chỉnh 25 ha diện tích tự nhiên và 168 nhân khẩu của xã Hòa Bình.
Sau khi điều chỉnh địa giới hành chính, xã Hòa Bình có 6.655 ha diện tích tự nhiên và 8.916 nhân khẩu.
Ngày 8 tháng 1 năm 2004, Chính phủ ban hành Nghị định 13/2004/NĐ-CP về việc thành lập phường Trần Hưng Đạo trên cơ sở 590 ha diện tích tự nhiên và 5.857 nhân khẩu của xã Hòa Bình.
Sau khi thành lập phường Trần Hưng Đạo, xã Hòa Bình còn lại 6.075 ha diện tích tự nhiên và 4.483 nhân khẩu.
Ngày 10 tháng 4 năm 2009, Chính phủ ban hành Nghị định 15/NĐ-CP về việc thành lập thành phố Kon Tum thuộc tỉnh Kon Tum. Xã Hòa Bình trực thuộc thành phố Kon Tum.
Ngày 10 tháng 12 năm 2015, HĐND tỉnh Kon Tum ban hành Nghị quyết số 33/NQ-HĐND về việc thành lập thôn Đak Krăk.